# 萬秋樓
萬秋樓是一座位於中華人民共和國廣東省梅州市梅縣區程江鎮的古建築，由馬來西亞華僑夏萬秋於1920年興建，是一座揉合了中西風格於一體的建築。